# Саборна црква Светог Николе на Луштици
Саборна црква Светог Николе на Луштици на средини села Радованићи, храм је из 15.-17. вијека (старији храм је из 12. вијека)  и припада митрополији црногорско-приморској Српске православне цркве.
Саборни је храм Парохије луштичке. Саграђен је 1117. године  и обнављан је три пута – 1219. године (када је по предању освештан од Светог Саве), 1669. године и 1892. године, када је и постављен иконостас, који свједочи о датуму градње. Црква је изграђена од камена. Архитектонски, има облик уписаног крста. Изнад средине наоса је осмоугаона купола са осам кружних прозора, на сваком зиду кубета по један. Двоја су врата храма, на јужном и западном зиду. Изнад мањих, јужних врата, је мозаик са ликом Светог Николе. Розета и три звона на преслицу су изнад западних врата, дар капетана Мижевића. Још двије розете су на сјеверном и јужном зиду пјевничких апсида. Олтарска апсида је полукружна, док су пјевничке апсиде у облику правоуганика.
Легенда каже да је благословом Светог Саве ту настао базен, односно убли са водом, који и данас постоји поред цркве и чија се вода користи. По неким изворима, црква је некада имала фасаду у црвеној боји, налик манастиру Жичи. Као година градње и освећења узима се 1117. и она је засигурно једна од најстаријих цркава у Боки Которској. Обнављана је три пута. У посљедњој обнови 1892. године нестао је живопис старе цркве и поменик у проскомидији, као и стари натпис изнад улазних врата из периода градње. Цркву Светог Николе су опслуживали калуђери из Жањичког манастира. Почетком 17. вијека у њој је служио свештеник Марко Марковац, а у 19. вијеку ову парохију је дуго година опслуживао свештеник Ђуро Поповић, иза кога је остао један значајан рукопис. У цркви се чува Шестоднев из 1733. године, са записом о упокојењу свештеника Јована Петровића 1774. године, који је сахрањен испред самих врата цркве. Помиње се да су опијело служили поп Михаило Тројановић, поп Ћуро Стјеповић и поп Иван Радовић.
Протојереј Никола Урдешић о храму Светог Николе каже да је храм Светог Николе три пута рушен и обнављан. Једном је чак био и спаљен. Посљедња обнова била је 1891. године. Годину или двије након тога урађен је и иконостас, који је сачуван до данас. Ово је једини крстообразни храм на Луштици. Улазни дио храма је сачуван још од периода градње. Олтарски дио пода је за један степеник уздигнут од дијела лађе. Под цркве је урађен локалним луштичким каменом и то као шаховско поље. Овај храм је био центар сабирања Луштичана, како вјерског тако и народног. На Луштици је доста храмова урађено средином осамнаестог вијека, у вријеме када је иконописе у храмовима радила трећа генерација иконописне школе Рафаиловић-Димитријевић. Петар Рафаиловић, син Рафаилов а унук Димитрија Даскала, живописао је три храма 1771. године. У храму Светог Николе налазе се неке од икона које је он сликао. Благословом митрополита Амфилохија Радовића, у непосредној близини храма изграђен је парохијски дом, у склопу којег је формирана ризница.
У ризници парохије луштичке, поред реликвија из других луштичких храмова, чувају се и старе књиге, сасуди, крстови и иконе, које су преживјеле страдања цркве Светог Николе: сребрни крст са минијатуром у дрвету из 1901. године, дар митрополита Митрофана Бана Јовану Бану, свом синовцу свештенику; сребрно кандило из 1900. године, поклон породици Урдешић; руска икона Светог Николе из 1890. године поклон Илије Паландачића; стари сасуд из 1931. године. Ни цркву Светог Николе није заобишао покушај насилног унијаћења, тако да се и на њој налазио римокатолички олтар, све до времена Епископа боко-которског Герасима Петрановића када су уклоњени сви римокатолички олтари са православних храмова. Из овог периода сачувано је доста писаних трагова. У антропогеографској студији „Бока” свештеника Саве Накићеновића пише: „Из Декрета дужда Фрања Фоскари од 11. јула 1446. године, види се какви су односи били и давани напутци да се из Луштице протјерају православни свештеници. У декрету истога дужда од 22. маја 1455. године, који је био упућен которском бискупу Бернарду, наређује се поред осталог да се истоме бискупу свака помоћ даде, да може српско-православне свештенике истријебити. И да се православни натјерају, нек се одрекну земаља, винограда и маслина, особито ових цркава: Светог Михаила и Свете Марије у Превлаци; Светог Гаврила и Светог Петра у Богдашићима; Светог Александра у Љешковићима; Светог Луке и Светог Николе на Луштици. И свију других цркава и црквица које је митрополит под собом држао у селима предреченим, и у другим мјестима Боке“.
У књизи „Луштица” др Горан Комар о овоме пише: „На измаку 1548. године пред бискупским викаром у Котору, вођен је један спор против свештеника српскога обреда Брајана, који је одбио да допусти фратру Свете Марије од Отока да служи у цркви Светога Луке у Кртолима. Српски свештеник је тврдио да никада фратри ни други латински свештеници нису служили у тој цркви. Он такође тврди да луштички и љешевићки поп поступају једнако, не дозволивши градњу дрвеног римокатоличког олтара. Поп Ђуро, син попа Владислава из Луштице, очигледно свештеник из Саборне цркве Светог Николе, такође је изјавио да није никад чуо ни видио латинског попа да служи у његовој капели. Одбрана Православља попа Ђура из Луштице била је веома тврда и исцрпна. Он је казао да му закон брани примање латинског свештеника, да он никада не служи у црквама фратара него у црквама свога реда. Заиста, ово суђење у Котору представља примјер јавне и успјешне одбране бокешких свештеника од насртаја которског бискупа, који је на мала врата – уградњом олтара у српским црквама, уводио унију.“
Око цркве Светог Николе налази се активно сеоско гробље. Међу многим знаним и незнаним гробовима налази се и гроб свјештеника Владимира Маровића, који се упокојио 1996. године. До обнове луштичке парохије 2005. године, отац Владимир је био посљедњи свјештеник који је опслуживао парохију на Луштици. Отац Владимир је био носилац Ордена Светог Саве.
Неке сцене комедије Игла испод прага из 2016. године су снимане и код ове цркве. Храм је 23. и 24. децембра 2017. године свечано прославио 900. годишњицу постојања. У недјељу, 24. децембра 2017. Литургију су служили Митрополит црногорско-приморски Амфилохије Радовић, Владика полошко-кумановски Јоаким Јовчевски и умировљени Владика захумско-херцеговачки Атанасије Јевтић.

## Галерија
- Табла са натписом, која говори о називу цркве и старости храма
- Мозаик са ликом Светог Николе изнад јужних врата
- Икона Исуса Христа у цркви
- Иконостас са унутрашње, олтарске стране
- Поглед на цркву са пута поред цркве Св. Георгија